# Dunn (condado de Dunn, Wisconsin)
Dunn es un pueblo ubicado en el condado de Dunn en el estado estadounidense de Wisconsin. En el Censo de 2010 tenía una población de 1.524 habitantes y una densidad poblacional de 10,32 personas por km².

## Geografía
Dunn se encuentra ubicado en las coordenadas 44°44′40″N 91°54′39″O / 44.74444, -91.91083. Según la Oficina del Censo de los Estados Unidos, Dunn tiene una superficie total de 147.73 km², de la cual 143.82 km² corresponden a tierra firme y (2.65%) 3.91 km² es agua.

## Demografía
Según el censo de 2010, había 1.524 personas residiendo en Dunn. La densidad de población era de 10,32 hab./km². De los 1.524 habitantes, Dunn estaba compuesto por el 96.26% blancos, el 0.33% eran afroamericanos, el 0.52% eran amerindios, el 1.51% eran asiáticos, el 0% eran isleños del Pacífico, el 0.13% eran de otras razas y el 1.25% pertenecían a dos o más razas. Del total de la población el 0.59% eran hispanos o latinos de cualquier raza.